# VfL Horneburg
Der VfL Horneburg ist ein Sportverein aus der niedersächsischen Stadt Horneburg im Elbe-Weser-Dreieck. Der Verein ist entstanden durch den Zusammenschluss des MTV von 1861 Horneburg und des Horneburger Sportclubs e. V. und ist laut eigenen Angaben mit ca. 1450 Mitgliedern der größte Verein in der Samtgemeinde Horneburg. Er bietet neun Sportabteilungen: Badminton, Fußball, Handball, Judo, Leichtathletik, Radsport, Tischtennis, Turnen und Volleyball.

## Sportstätten

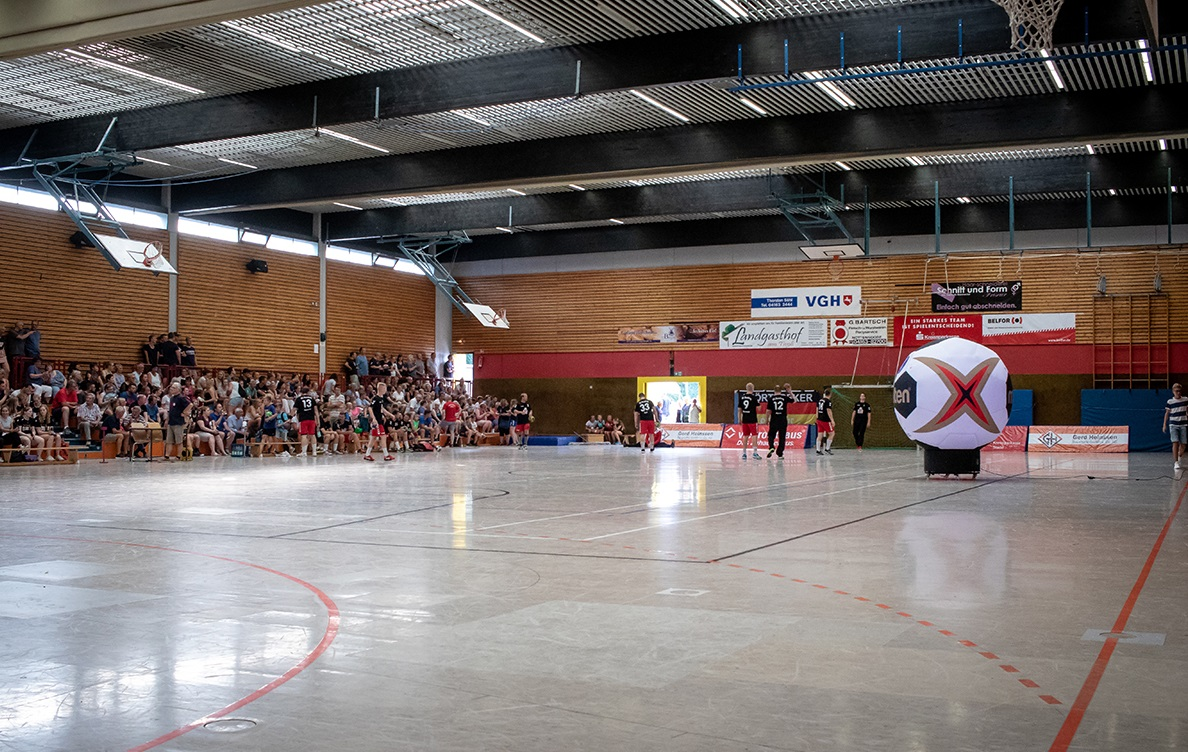
Die Sporthalle in der Hermannstraße vor einem Handballspiel des VfL Horneburg

Der Verein verfügt über verschiedene Sportstätten für sein Sportangebot in Horneburg. Die Sporthalle der Gemeinde an der Hermannstraße ist die größte in der Samtgemeinde Horneburg und ist mit großen Zuschauertribünen ausgestattet. Es finden 550 Zuschauer Platz. Direkt daneben liegt die eigene VfL-Halle, die als Mehrzweckhalle genutzt wird.
An der Sportanlage im Blumenthal befinden sich mehrere Fußballplätze und die Leichtathletikanlage.
Im Jahr 2016 wurde das ehemalige Sportstudio „Vitalo“ im Schützenweg vom Verein erworben und in den „VfL Sport-Treff“ umbenannt. Dort finden seitdem in den Räumlichkeiten ein ständig erweiterndes Sport- und Fitnessprogramm (u. a. Gerätetraining und Yoga) statt.

## Die Handballabteilung
Die Handballabteilung des Vereins wurde im Jahr 1971 gegründet. Ursprung war eine Schülerarbeitsgemeinschaft an der Realschule Horneburg. Nach einem einigen Jahren wuchs die Sparte ab 1978 signifikant. Die Sparte Handball feiert 2021 ihr 50-jähriges Jubiläum. Bekannt im Landkreis Stade und Niedersachsen wurde der Verein besonders aufgrund seiner Erfolge der Sparte im Herren- ,Damen- und Jugendbereich im Handball. Die Erwachsenen-Mannschaften wurden im um 2000 sportlich immer stärker und haben es als einziger Verein in der Region geschafft, dass Damen sowie Herren in der damaligen Handball-Regionalliga (3. Liga) spielen durften. Die männliche A-Jugend schaffte in der Saison 2020/21 den Aufstieg in die höchste deutsche Spielklasse – der Jugend-Bundesliga vom Deutschen Handballbund.

### Herrenbereich
Überregional bekannt ist der Verein vor allem durch seine erste Männerhandballmannschaft, die in den Spielzeiten 2002/03, 2006/07 und 2007/08 in der Handball-Regionalliga, der damals dritthöchsten Spielklasse, auflief sowie 2000, 2007 und 2009 an der 1. Hauptrunde des DHB-Pokals teilnahm. Seit der Saison 2022/23 spielt die Herren-Mannschaft in der Landesliga Nord-Ost vom Handball-Verband Niedersachsen.
| Saison  | Spielklasse          | Platz | Sp | S  | U | N  | Tore     | Diff. | Punkte |
| ------- | -------------------- | ----- | -- | -- | - | -- | -------- | ----- | ------ |
| 2002/03 | Regionalliga Nord    | 15    | 30 | 3  | 4 | 23 | 749:917  | −168  | 10:50  |
| 2006/07 | Regionalliga Nord    | 11    | 32 | 12 | 2 | 18 | 965:1007 | −42   | 26:38  |
| 2007/08 | Regionalliga Nord    | 15    | 30 | 8  | 2 | 20 | 825:891  | −66   | 18:42  |
| 2008/09 | Oberliga Nordsee     | -     | -  | -  | - | -  | -        | -     | -      |
| 2009/10 | Oberliga Nordsee     | 2     | 26 | 17 | 1 | 8  | 799:729  | 70    | 35:17  |
| 2010/11 | Landesliga Bremen    | 6     | 26 | 14 | 2 | 10 | 764:771  | −7    | 30:22  |
| 2011/12 | Landesliga Bremen    | 2     | 26 | 17 | 1 | 8  | 799:729  | 70    | 35:17  |
| 2012/13 | Landesliga Bremen    | 6     | 26 | 11 | 2 | 13 | 801:805  | −4    | 24:28  |
| 2013/14 | Landesliga Bremen    | 10    | 26 | 9  | 1 | 16 | 673:796  | −123  | 19:33  |
| 2014/15 | Landesliga Bremen    | 11    | 26 | 8  | 0 | 18 | 676:750  | −74   | 16:36  |
| 2015/16 | Landesliga Bremen    | 10    | 26 | 9  | 2 | 15 | 708:721  | −13   | 20:32  |
| 2016/17 | Landesliga Bremen    | 5     | 28 | 16 | 2 | 10 | 849:796  | +53   | 34:22  |
| 2017/18 | Landesliga Bremen    | 3     | 26 | 21 | 0 | 5  | 912:718  | +194  | 42:10  |
| 2018/19 | Verbandsliga Nordsee | 4     | 26 | 15 | 1 | 10 | 783:779  | +4    | 31:21  |
| 2019/20 | Verbandsliga Nordsee | 9     | 20 | 8  | 1 | 11 | 560:604  | -44   | 17:23  |

### Damenbereich
Die erste Frauenhandballmannschaft des VfL spielte von 2000 bis 2004 ebenfalls in der Regionalliga. In dem Zeitraum von 1992 bis 1996 spielte die ehemalige 223-fache deutsche Nationalspielerin Stefanie Melbeck für den VfL Horneburg. Seit der Saison 2019/2020 spielt die Damen-Mannschaft wieder in der vierthöchsten Spielklasse, der Oberliga Nordsee vom Handball-Verband Niedersachsen.
| Saison  | Spielklasse       | Platz | Sp | Tore    | Diff. | Punkte |
| ------- | ----------------- | ----- | -- | ------- | ----- | ------ |
| 2000/01 | Regionalliga Nord | 6     | 24 | 448:427 | 21    | 27:21  |
| 2001/02 | Regionalliga Nord | 10    | 24 | 450:519 | −69   | 15:33  |
| 2002/03 | Regionalliga Nord | 7     | 26 | 546:552 | 94    | 27:25  |
| 2003/04 | Regionalliga Nord | 12    | 24 | 487:571 | −84   | 11:37  |
| 2019/20 | Oberliga Nordsee  | 13    | 20 | 466:593 | -127  | 7:33   |

### Jugendbereich
Die weibliche Jugend A wurde im Jahr 1992 um die ehemalige Nationalspielerin Melanie Schliecker und Stefanie Melbeck deutscher Vizemeister. In der Saison 2019/2020 erreicht erstmals die männliche B-Jugend von Trainer Stefan Hagedorn das Viertelfinale der Deutschen Meisterschaft vom Deutschen-Handballbund. Die Sparte des Vereins stellt ebenfalls seit einigen Jahren mehrere Jugendspieler und Jugendspielerinnen für die Auswahlmannschaften des Handball-Verbandes Niedersachsen ab.

#### Jugend-Bundesliga Handball – Saison 2020/21
Die männliche A-Jugend spielt seit der Saison 2020/2021 in der höchsten deutschen Spielklasse – der Jugend-Bundesliga Handball (JBLH) in der Nordstaffel vom Deutschen Handballbund. Dies ist vorher noch keinen anderen Mannschaft im Verein gelungen. Die Horneburger Mannschaft trifft dabei auf die Bundesliga-Nachwuchsteams vom THW Kiel, GWD Minden, TBV Lemgo, HSV Hamburg und der SG Flensburg Handewitt. Die Heimspiele werden in der Sporthalle an der Herrmannsstraße ausgetragen. Trainer des Teams sind Stefan Hagedorn, Carsten Brinkmann und Ole Dannenberg.

## Bekannte Spieler
- Stefanie Melbeck, ehm. deutsche Nationalspielerin
- Melanie Schliecker, ehm. deutsche Nationalspielerin
- Frank Cordes, ehm. deutscher Handballer und deutscher Meister mit dem THW Kiel
- Ole Hagedorn, deutscher Handballer in der 2. Handball-Bundesliga beim VfL Lübeck-Schwartau